# Febbre da zecca del Colorado
La febbre da zecca del Colorado  è un'infezione virale acuta trasmessa nell'uomo e negli animali dal morso della zecca americana o zecca del bosco delle Montagne rocciose (Dermacentor andersoni). Il virus della febbre da zecca del Colorado (CTFV) del genere Coltivirus e della famiglia Reoviridae, infetta prevalentemente le cellule ematopoietiche, in particolare gli eritrociti, che spiega come il virus viene trasmesso dalle zecche ematofaghe e spiega anche la possibile trasmissione attraverso trasfusioni di sangue. A parte nel caso delle trasfusioni, il virus non può essere trasmesso da persona a persona. Altre malattie possono essere trasmesse dalla zecca Dermacentor andersoni : tularemia, febbre maculosa delle Montagne Rocciose.

## Epidemiologia

Area di diffusione della zecca americana, Dermacentor andersonii

Per quanto riguarda le zone endemiche compare nelle montagne rocciose.
Il virus che causa la febbre da zecca del Colorado è il secondo arbovirus più comune dopo il virus del Nilo occidentale negli Stati Uniti. Diverse centinaia di casi vengono segnalati ogni anno. È stato trovato in California, Colorado, Idaho, Montana, Nevada, New Mexico, Oregon, South Dakota, Utah, Washington e Wyoming, nonché nelle province canadesi di British Columbia e Alberta.
Nelle aree endemiche, la malattia è generalmente rilevata a quote superiori a 1200 metri. La maggior parte dei casi si verifica da maggio a luglio, corrispondente al periodo di attività della zecca D andersoni .
Sono stati riscontrati casi non soltanto nei residenti delle zone endemiche ma anche in visitatori occasionali.

## Eziologia
L'agente causale per la febbre da zecca del Colorado viene trasmesso dal morso di zecca. L'agente è un virus RNA a doppio filamento del genere Coltivirus nella famiglia Reoviridae, il cui intero genoma è stato sequenziato. Sebbene il virus sia stato trovato in molte specie di zecche, il vettore per la febbre da zecca del Colorado è la Dermacentor andersoni, nota anche come zecca del bosco delle Montagne Rocciose.  La trasmissione avviene quando le zecche vengono infettate dal virus nutrendosi del sangue di un animale infettato (un animale che ha il virus circolante nel suo sangue). Gli animali infetti fungono da serbatoi di riserva del virus che può così propagarsi oltre il ciclo vitale della zecca. I serbatoi più importanti per questo virus sono piccoli roditori come scoiattoli e topi. Dopo che la zecca è stata infettata, con il rigurgito e la saliva, passa il virus ad altri ospiti (animali o umani) mentre si nutre. Un altro Coltivirus strettamente correlato al virus della febbre da zecca del Colorado è stato implicato nelle malattie umane in Europa, isolato dalle zecche di Ixodes .

## Clinica
Il periodo di incubazione (tempo dal morso di zecca all'insorgenza della malattia) varia da circa 1 a 14 giorni.
I sintomi più comuni della febbre da zecca del Colorado sono febbre, brividi, mialgia, cefalea, astenia, rash cutaneo, nausea, vomito. Alcuni pazienti hanno mal di gola e dolore addominale .  Inoltre si evidenziano leucopenia, neutropenia e piastrinopenia.
Circa la metà dei pazienti manifesta la febbre in due fasi. Ciò significa che hanno diversi giorni di febbre, si sentono meglio per diversi giorni e quindi hanno un secondo breve periodo di febbre e malattia.
La maggior parte delle persone che si ammalano hanno una malattia lieve e guariscono completamente. Tuttavia, debolezza e affaticamento possono durare diverse settimane.
In rari casi, alcuni pazienti possono sviluppare una malattia più grave che colpisce il sistema nervoso con sintomi che includono torcicollo e confusione. Sono stati segnalati casi, specie nei bambini, di meningite e meningoencefalite.
Complicanze e malattie potenzialmente letali o decessi dovuti al virus sono rari.

## Diagnosi
Per quanto riguarda una corretta diagnosi  della malattia si effettuano prove sierologiche e sulla coltura del virus.
L'esame obiettivo non è particolarmente utile per la diagnosi della febbre da zecca del Colorado.
La diagnosi preliminare si basa sui sintomi e sull'anamnesi del paziente di probabile esposizione a una zecca in un'area in cui si verifica la malattia.
Nel 5-15% dei pazienti è presente un'eruzione maculare, maculopapolare o petecchiale. Occasionalmente è presente una papula piccola, rossa, indolore (presumibilmente nel sito del morso). La distribuzione è spesso troncale, in contrasto con l'eruzione più acrale nella febbre maculata delle Montagne Rocciose. L'eruzione cutanea tende a essere di breve durata, che è un'altra differenza rispetto alla febbre maculata delle Montagne Rocciose. Le petecchie si verificano in rari casi e possono essere complicate da trombocitopenia. Talvolta è presente un enantema palatale.
Gli eritrociti possono essere isolati iniettandoli in una coltura tissutale e controllando se sono infetti. Il virus della febbre da zecca del Colorado può essere rilevato in un paziente con una reazione a catena della polimerasi a trascrizione inversa (RT-PCR), in cui è possibile rilevare anche un singolo virione e il suo materiale genetico. Inoltre, l'antigene per il virus della febbre da zecca del Colorado può essere identificato mediante la microscopia a immunofluorescenza . Con questo metodo, gli antigeni sulla superficie degli eritrociti sono marcati con fluorescenza ed esaminati al microscopio a fluorescenza.

### Diagnosi differenziale
La diagnosi differenziale si pone prevalentemente con altre malattie trasmesse da zecche:
- Ehrlichiosi e anaplasmosi
- Febbre Q
- Febbre ricorrente
- Febbre maculosa delle Montagne Rocciose
- Malattia di Lyme
- Tularemia

## Terapia
Non esistono farmaci specifici per il trattamento della febbre da zecca del Colorado. Le forme più gravi sono trattate con cure di supporto che possono includere farmaci, soprattutto antipiretici, per ridurre il dolore e la febbre, il ricovero in ospedale e i liquidi per via endovenosa.
Sebbene la ribavirina abbia mostrato negli esperimenti su animali una certa attività contro il virus causale, non ci sono dati umani a supporto del suo uso in questo contesto.

## Prognosi
La prognosi è quasi sempre ottimale, la malattia regredisce spontaneamente. Una prolungata sensazione di debolezza è stata segnalata sia nei bambini che negli adulti, oltre 30 anni.
Le complicazioni sembrano verificarsi più frequentemente nei bambini rispetto agli adulti e molto spesso nei pazienti le cui condizioni sono diagnosticate in ritardo. In questi casi, anche fatali, sono stati registrati grave coagulazione intravascolare disseminata e trombocitopenia, insieme a cambiamenti patologici nel miocardio, nel cervello e nei polmoni. La coinfezione non diagnosticata con la febbre macchiata di Rocky Mountain può essere responsabile di tali complicanze.

## Profilassi
Non esistono vaccini per la febbre da zecca del Colorado. Il modo più semplice per prevenirla è quello di ridurre il rischio di morsi da zecche,